# Goidhoo (Shaviyani-atol)
Goidhoo is een van de bewoonde eilanden van het Shaviyani-atol behorende tot de Maldiven.

## Demografie
Goidhoo telt (stand maart 2007) 299 vrouwen en 324 mannen.